# Andreas Tatos
Andreas Tatos (griechisch Ανδρέας Τάτος; * 11. Mai 1989 in Himarë, Albanien) ist ein griechischer Fußballspieler.
Tatos wurde in Himarë, Albanien als Sohn von zwei griechischen Eltern geboren. Auch Sotiris Ninis ist dort geboren und aufgewachsen, daher sind beide Familien gut miteinander befreundet.

## Karriere

### Verein
Nachdem Tatos in seiner Jugend für Asteras Tripolis und Panachaiki gespielt hatte, verbrachte er im Jahr 2007 seine erste Spielzeit als Seniorenspieler beim unterklassigen Verein Haidari FC. Dort wusste er zu überzeugen, so dass er im Sommer 2008 ein Vertragsangebot vom Zweitligisten Atromitos Athen bekam, welches er annahm. Mit Atromitos erreichte er am Saisonende den ersten Platz und den damit verbundenen Aufstieg in die Super League. Daher folgte am 22. August 2009 bei der 0:1-Niederlage gegen Aris Thessaloniki sein Ligaspieldebüt in der höchsten griechischen Spielklasse. Am Ende der Spielzeit 2009/10 konnte Tatos 20 Ligaeinsätze für sich verbuchen und Atromitos schloss die Aufstiegssaison mit einem guten 7. Platz ab. Darüber hinaus schaffte er mit seiner Mannschaft in den Jahren 2011 und 2012 jeweils den Einzug ins griechische Pokalfinale, beide Spielen gingen jedoch gegen AEK Athen (0:3) und Olympiakos Piräus (1:2 n. V.) verloren. In der Spielzeit 2010/11 gelang Tatos am 13. November 2010 (10. Spieltag) beim Auswärtsspiel gegen Panionios Athen sein erstes Ligator überhaupt; in der 35. Minute erzielte er den einzigen Treffer der Partie und sicherte seiner Mannschaft somit die drei Punkte. Dies war allerdings der einzige Treffer von Tatos in dieser Spielzeit, welche sehr durchwachsen war und für Atromitos nur auf dem 11. Tabellenplatz endete.
Obwohl Tatos ein wichtiger Bestandteil seiner Mannschaft war, unterschrieb er am 19. August 2011 einen Vier-Jahres-Vertrag beim damals amtierenden Meister Olympiakos Piräus. Allerdings einigten sich beide Vereine darauf, dass Tatos noch eine weitere Spielzeit auf Leihbasis bei Atromitos spielen wird. In seiner letzten Saison für Atromitos Athen erzielte er in 26 Spielen zwei Tore und belegte mit seinem Team einen doch sehr überraschenden vierten Platz, welcher ihnen die Teilnahme an der Qualifikation für die UEFA Europa League 2012/13 ermöglichte. Tatos jedoch verließ den Verein endgültig in Richtung Piräus. Dort verbrachte er aber in der Hinrunde der Saison 2012/13 relativ viel Zeit auf der Ersatzbank und kam lediglich am 29. Oktober 2012 beim 2:2-Unentschieden gegen Aris Thessaloniki zu 68 Minuten Spielzeit, ehe er dann für Leandro Greco ausgewechselt wurde.
So kam es dazu, dass Tatos im Januar 2013 für eineinhalb Jahre an Aris Thessaloniki ausgeliehen wurde, welcher sich zu der Zeit in akuter Abstiegsnot befand. Am 28. Januar kam er dann zu seinem ersten Einsatz für Aris, beim 2:2 gegen AO Kerkyra. Am 6. April erzielte er in der 82. Minute den entscheidenden 1:0-Siegtreffer im Spiel gegen seinen alten Gastgeber Atromitos Athen und eine Woche später traf er beim 5:1-Kantersieg gegen seinen ehemaligen Jugendverein Asteras Tripolis dreifach. Am Ende der Saison konnte Tatos in elf Spielen insgesamt fünf Tore für sich verbuchen und trug dabei entscheidend zum Klassenerhalt bei.
Die Spielzeit 2013/14 verlief für Andreas Tatos und seine Mannschaft ähnlich wie die letzte, man kämpfte von Saisonbeginn an um den Klassenerhalt. Doch er blieb im Vergleich zur Rückrunde der Saison 2012/13 verhältnismäßig unauffällig, lediglich beim 3:3-Unentschieden gegen Ergotelis schoss er den 1:2-Anschlusstreffer sowie das 3:2-Führungstor. Des Weiteren erzielte er die zwischenzeitliche 1:0-Führung beim wichtigen Thessaloniki Derby gegen PAOK per Freistoß. Auch wenn Tatos bei Aris immer zu den Leistungsträgern zählte, konnte er den vorzeitigen Abstieg drei Spieltage vor Saisonende nicht verhindern.
Am 27. Juni 2014 wechselte Andreas Tatos zu seinem alten Verein Atromitos Athen.
Zur Saison 2017/18 wurde er vom türkischen Zweitligisten Elazığspor verpflichtet.

### Nationalmannschaft
Am 5. August 2011 wurde er vom damaligen Trainer Fernando Santos in den Kader der griechischen A-Nationalmannschaft für das Freundschaftsspiel gegen Bosnien und Herzegowina berufen, kam allerdings nicht zum Einsatz.
Im März 2014 soll Tatos Kontakt mit Alban Bushi gehabt haben. Demnach habe Tatos aufgrund der Tatsache, dass er in Albanien geboren wurde die Möglichkeit für die albanische Fußballnationalmannschaft zu spielen.

## Titel und Erfolge
Atromitos Athen
- Beta Ethinki (1): 2008/09

Individuell
- Spieler des Spieltags der Saison 2010/11 (2): 10.& 12. Spieltag[11]